# Plasma-Randschicht
Als Randschicht oder Debyeschicht wird der Übergangsbereich eines Plasmas zu einer begrenzenden Wand bezeichnet. Die Elektronen in einem Plasma haben meist eine ähnliche oder höhere Temperatur als die Ionen und sind um ein Vielfaches leichter. Das bedeutet, dass sie mindestens um den Faktor {\displaystyle {\sqrt {m_{\mathrm {i} }/m_{\mathrm {e} }}}} schneller sind und daher schneller an der Wand verloren gehen:
{\displaystyle {\begin{aligned}E_{\mathrm {kin} ,e}&\geq E_{\mathrm {kin} ,i}\\\Leftrightarrow {\frac {1}{2}}\,m_{e}\,{v_{e}}^{2}&\geq {\frac {1}{2}}\,m_{i}\,{v_{i}}^{2}\\\Leftrightarrow {\frac {{v_{e}}^{2}}{{v_{i}}^{2}}}&\geq {\frac {m_{i}}{m_{e}}}\\\Leftrightarrow {\frac {v_{e}}{v_{i}}}&\geq {\sqrt {\frac {m_{i}}{m_{e}}}}>1\end{aligned}}}
Um das Prinzip der Quasineutralität innerhalb des Plasmas nicht zu verletzen, baut sich in der Randschicht ein negatives Potential {\displaystyle V} auf, welches die Elektronen reflektiert und die Ionen zur Wand hin beschleunigt. So kann nur ein kleiner Bruchteil der Elektronen die Potentialbarriere der Randschicht durchdringen. Dies ist als ambipolare Diffusion bekannt.
Randschichten haben typische Dicken in der Größenordnung einiger Debye-Längen. Sie selbst sind gekennzeichnet durch eine klare Verletzung des Prinzips der Quasineutralität, d. h., sie weisen einen Überschuss positiver Raumladung auf. In (quasi-)stationären Plasmen (z. B. kapazitiv gekoppelte RF-Plasmen) stellt sich der Potentialunterschied über der Randschicht so ein, dass im Mittel gleich viele Elektronen und Ionen die Randschicht durchlaufen.

## Geschichte
Randschichten wurden das erste Mal 1923 vom amerikanischen Physiker Irving Langmuir beschrieben:
„Elektronen werden von negativen Elektroden abgestossen, während positive Ionen davon angezogen werden. Deshalb formt sich um jede negative Elektrode eine Randschicht mit einer klar definierten Dicke, welche nur positive Ionen und neutrale Atome enthält. […] Elektronen werden von der Aussenhülle der Randschicht reflektiert, während alle positiven Ionen, welche die Randschicht erreichen, von der Elektrode angezogen werden. […] daraus folgt, dass es keine Änderung gibt im positiven Ionenstrom, welcher die Elektrode erreicht. Die Elektrode ist durch die Randschicht perfekt von der Entladung abgeschirmt, und weder ihr Potential noch der Strom zur Elektrode werden von Phänomenen in der Entladung beeinflusst.“

## Mathematische Behandlung

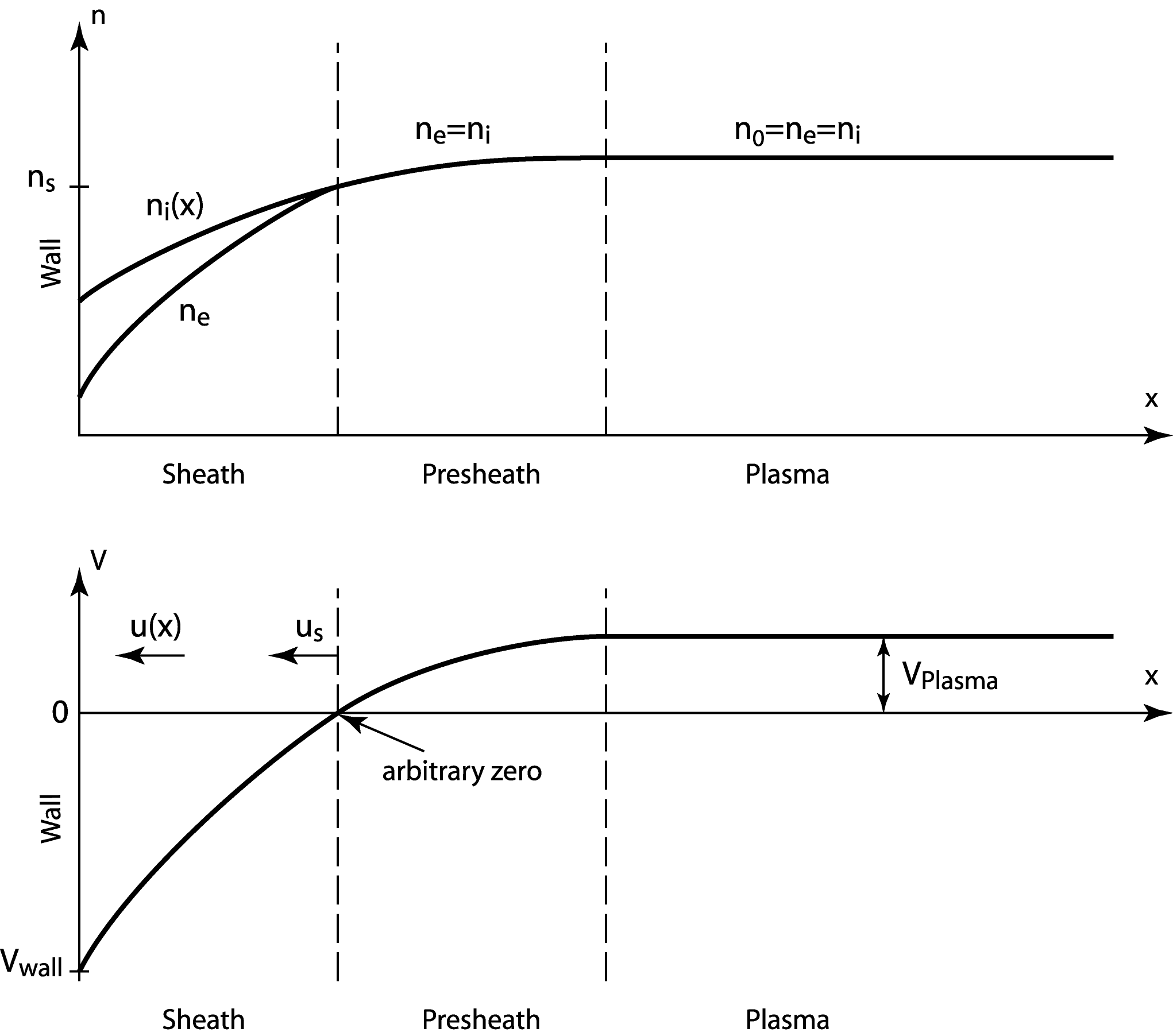
Teilchendichte n und elektrostatisches Potential V
in einer Randschicht (sheath) und der Vorrandschicht (presheath)

### Die eindimensionale Gleichung
Die Physik der Randschicht wird durch vier Phänomene bestimmt:
- Energieerhaltung der Ionen: Wenn wir zur Vereinfachung kalte Ionen der Masse {\displaystyle m_{\mathrm {i} }} annehmen, welche mit der Geschwindigkeit {\displaystyle u_{\mathrm {s} }} in die Randschicht eintreten, so gilt aufgrund der Energieerhaltung:

{\displaystyle {\frac {1}{2}}m_{\mathrm {i} }\,u^{2}={\frac {1}{2}}m_{\mathrm {i} }\,u_{\mathrm {s} }^{2}-e\,V(x)}
mit der Elementarladung {\displaystyle e}.
- Ionenzahl-Erhaltung: In einem stationären Plasma werden keine Ionen gebildet oder vernichtet, weshalb der Fluss überall derselbe ist:

{\displaystyle n_{\mathrm {s} }\,u_{\mathrm {s} }=n_{\mathrm {i} }(x)\,u(x)}
- Boltzmann-Gleichung für die Elektronen: Da die meisten Elektronen reflektiert werden, ist ihre Teilchendichte gegeben durch:

{\displaystyle n_{\mathrm {e} }(x)=n_{\mathrm {s} }\,\exp(e\,V/k_{\mathrm {B} }\,T_{\mathrm {e} })}
mit der Boltzmann-Konstanten {\displaystyle k_{\mathrm {B} }}.
- Poisson-Gleichung: Die Krümmung des elektrostatischen Potentials steht wie folgt in Bezug zur Netto-Ladungsdichte:

{\displaystyle {\frac {d^{2}V}{dx^{2}}}={\frac {1}{\varepsilon _{0}}}\,q\,(n_{\mathrm {e} }-n_{\mathrm {i} })}
mit der elektrischen Feldkonstanten {\displaystyle \varepsilon _{0}}.
Kombiniert man diese Gleichungen und ersetzt Potential {\displaystyle V}, Position {\displaystyle x} und Ionengeschwindigkeit {\displaystyle u_{\mathrm {s} }} durch die dimensionslosen Größen
{\displaystyle \chi =-{\frac {e\,V}{k_{\mathrm {B} }\,T_{\mathrm {e} }}}\quad \Leftrightarrow \quad V=-{\frac {\chi \,k_{\mathrm {B} }\,T_{\mathrm {e} }}{e}}}
{\displaystyle \xi ={\frac {x}{\lambda _{\mathrm {D} }}}\quad \Leftrightarrow \quad x=\xi \,\lambda _{\mathrm {D} }} mit der Debye-Länge {\displaystyle \lambda _{\mathrm {D} }}
{\displaystyle {\mathfrak {M}}={\frac {u_{\mathrm {s} }}{\sqrt {k_{\mathrm {B} }\,T_{\mathrm {e} }/m_{\mathrm {i} }}}}\quad \Leftrightarrow \quad u_{\mathrm {s} }={\mathfrak {M}}\,{\sqrt {k_{\mathrm {B} }\,T_{\mathrm {e} }/m_{\mathrm {i} }}},}
so erhält man die Gleichung für die Randschicht:
{\displaystyle \Rightarrow \chi ''=\left(1-{\frac {2\chi }{{\mathfrak {M}}^{2}}}\right)^{-1/2}-e^{-\chi }}

### Das Bohm-sheath-Kriterium
Die Randschichtgleichung kann integriert werden, wenn sie mit {\displaystyle \chi '} multipliziert wird:
{\displaystyle \int _{0}^{\xi }\chi '\chi ''\,d\xi _{1}=\int _{0}^{\xi }\left(1-{\frac {2\chi }{{\mathfrak {M}}^{2}}}\right)^{-1/2}\chi '\,d\xi _{1}-\int _{0}^{\xi }e^{-\chi }\chi '\,d\xi _{1}}
An der Grenze der Randschicht zum Plasma ({\displaystyle \xi =0}) wird das Potential gleich Null gesetzt ({\displaystyle \chi =0}) und das elektrische Feld wird ebenfalls als Null angenommen ({\displaystyle \chi '=0}). Mit diesen Randbedingungen ergibt die Integration:
{\displaystyle {\frac {1}{2}}\chi '^{2}={\mathfrak {M}}^{2}\left[\left(1+{\frac {2\chi }{{\mathfrak {M}}^{2}}}\right)^{1/2}-1\right]+e^{-\chi }-1}
Dieses Integral kann einfach in geschlossener Form geschrieben werden, obwohl es nur numerisch gelöst werden kann. Dennoch können daraus wichtige analytische Schlüsse gezogen werden: da die linke Seite ein quadratischer Ausdruck ist, muss die rechte Seite ebenfalls für jeden Wert von {\displaystyle \chi } einen positiven Wert annehmen, insbesondere für kleine Werte. Mit einer Taylor-Entwicklung um {\displaystyle \chi =0} findet man, dass der erste Term, der nicht verschwindet, der quadratische ist. Wir können also voraussetzen, dass
{\displaystyle {\begin{aligned}{\frac {1}{2}}\chi ^{2}\left(-{\frac {1}{{\mathfrak {M}}^{2}}}+1\right)&\geq 0\\\Leftrightarrow {\mathfrak {M}}^{2}&\geq 1\\\Rightarrow u_{\mathrm {s} }&\geq {\sqrt {k_{\mathrm {B} }T_{\mathrm {e} }/m_{\mathrm {i} }}}\end{aligned}}}.
Diese Ungleichung ist bekannt als das Bohm-sheath-Kriterium, benannt nach seinem Entdecker David Bohm. Wenn die Ionen zu langsam in die Randschicht eindringen, dehnt sich das Randschichtpotential ins Plasma aus, um diese zu beschleunigen. Letztendlich formt sich eine sogenannte Vorrandschicht (pre-sheath) mit einem Spannungsabfall in der Größenordnung von {\displaystyle (k_{\mathrm {B} }\,T_{\mathrm {e} }/2e)} und einer Ausdehnung, welche von der Ionenquelle bestimmt ist (oft so groß wie das Plasma selbst).